# Saint-Christol-lès-Alès
Saint-Christol-lès-Alès è un comune francese di 6 816 abitanti situato nel dipartimento del Gard, nella regione dell'Occitania.

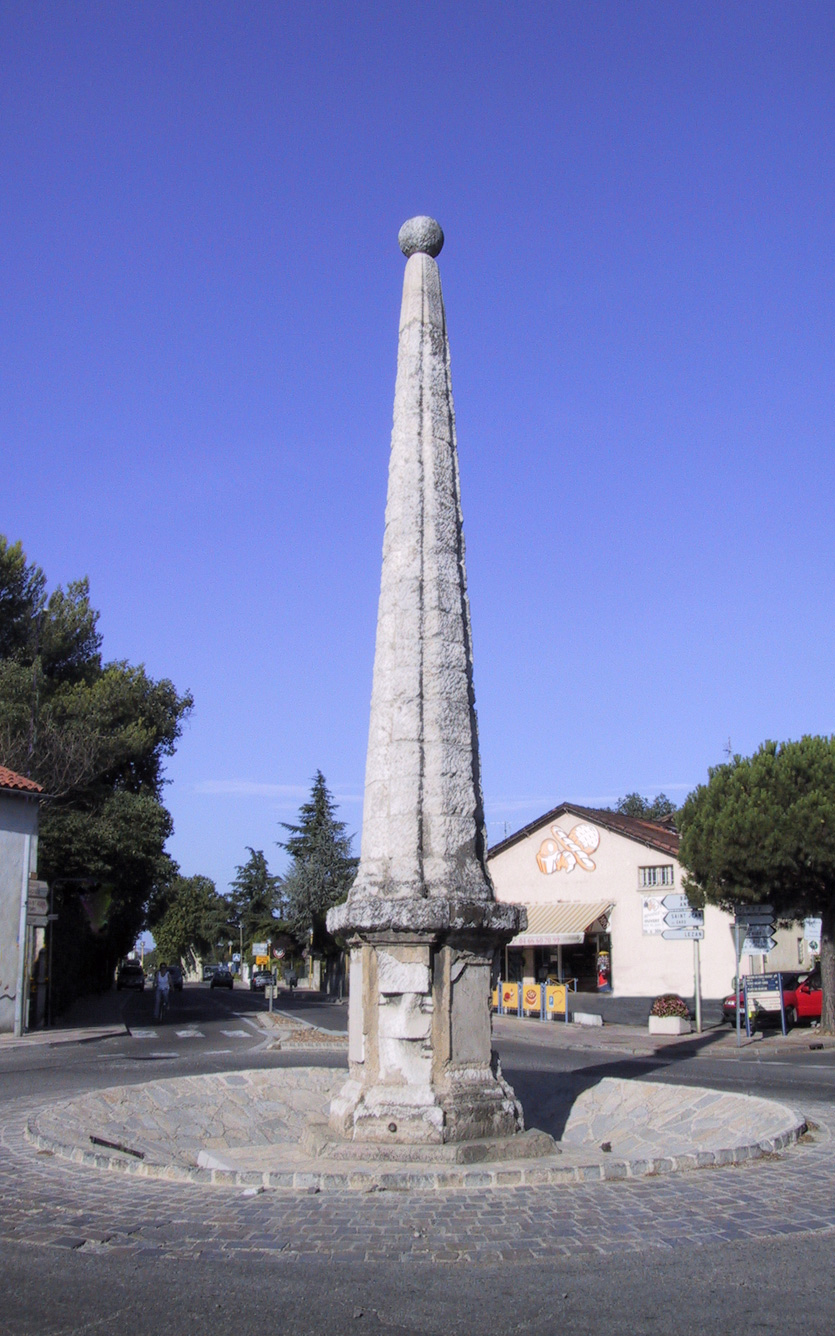
Obelisco eretto nel 1777 detto la "Piramide"

## Storia
Il 12 agosto 2003 qui è stato registrata, assieme a Conqueyrac, il record di temperatura più alta in Francia: 44,1 °C.

## Società

### Evoluzione demografica
Abitanti censiti